# Christoph-und-Stephan-Kaske-Stiftung
Die Christoph-und-Stephan-Kaske-Stiftung ist eine gemeinnützige Stiftung in München, die der Förderung von Kunst und Kultur dient.
Sie wurde 1988 von Karlheinz Kaske und seiner Frau Christiane im Gedenken an deren Söhne Christoph und Stephan – im Bestreben, deren Liebe zur Musik zu erhalten – ins Leben gerufen. Seit 2008 wurde sie von Joachim und Dagmar Kaske und ihren Kindern Katharina, Johannes und Fabian unterstützt und weiterentwickelt.
Die Vergabe von Stipendien und Preisen an hochbegabte Musiker sowie die Unterstützung von künstlerischen Projekten ist der Zweck dieser Stiftung. Sie wird von einem Stiftungsrat und einem Stiftungsvorstand geführt und von einem Stiftungsbeirat beraten.
- Stiftungsrat: Joachim Kaske (Vorsitz), Dagmar Kaske, Johannes Kaske, Christiane Kaske
- Stiftungsbeirat: Konstantia Gourzi, Minas Borboudakis, Theo Geißler , Andreas Kolb.
- Stiftungsvorstand: Katharina Kaske

## Preisträger
- 1989: Hans Peter Haller
- 1990: Pierre Boulez und seine Schüler
- 1991: Steffen Schleiermacher
- 1992: György Ligeti und seine Schüler
- 1993: Preis nicht verliehen
- 1994: André Richard
- 1995: Robyn Schulkowsky
- 1996: Wolfgang Rihm und seine Schüler
- 1997: Mario Davidovsky und die Composers Conference am Wellesley College
- 1998: Hans-Jürgen von Bose und dessen Schüler
- 1999: Gottfried Michael Koenig
- 2000: Péter Eötvös und dessen Schüler
- 2001: Kaija Saariaho
- 2002: Christoph Poppen und das Münchener Kammerorchester
- 2004: Mateusz Bien, Aleksandra Gryka
- 2005: Márton Illés
- 2006: Mark André
- 2007: Jörg Widmann
- 2008: Konstantia Gourzi, Minas Borboudakis
- 2009: Enno Poppe
- 2010: Wilhelm Killmayer
- 2011: Adriana Hölszky
- 2013: Josef Anton Riedl, Nico Sauer und Luis Codera Puzo
- 2014: Isabel Mundry
- 2015: Erkki-Sven Tüür
- 2016: Georges Aperghis
- 2017: Anna Korsun
- 2018: Mikis Theodorakis
- 2019: Olga Neuwirth
- 2020: Peter Michael Hamel
- 2021: Peis nicht verliehen
- 2022: Elena Mendoza
- 2023: Wladimir Tarnopolski